# Stati del Sacro Romano Impero (G)
Questo è un elenco degli stati del Sacro Romano Impero, inizianti per la lettera G:
| Nome                                                           | Tipologia | Provincia                      | Seggio | Formazione                                           | Note |
| -------------------------------------------------------------- | --- | ------------------------------ | ------ | ---------------------------------------------------- | --- |
| Gandersheim                                                    | Abbazia | Provincia della Bassa Sassonia | RP     |                                                      | 856: Fondazione dell'Abbazia di Gandersheim ad opera del Duca Ludolfo di Sassonia 1793: Consiglio dei Principi 1803: al Brunswick |
| Gelnhausen                                                     | Libera Città Imperiale |                                |        | 1170                                                 | 1803: Annessa all'Assia-Cassel |
| Gemen                                                          | Signoria | Provincia del Basso Reno       |        | 962: prima menzione di Gemen in un documento storico | 1282: Gemen è un feudo dei Conti di Cleves 1492: estinzione della linea dei Signori di Gemen; passata ai Conti di Schaumburg e Holstein-Pinneberg attraverso l'erede Cordula di Gemen Assieme a Schaumburg per formare la Contea di Schaumburg e Gemen 1640: Passata ai Conti di Limburg-Styrum 1644: In una divisione, Gemen passa alla linea di Limburg-Styrum-Gemen 1782: Con l'estinzione della linea di Gemen, viene ereditata dalla linea dei Limburg-Styrum-Iller-Aicheheim 1800: Passa ai Baroni di Bomelberg 1806: Divisa tra i Principi di Salm-Kyrburg 1810: alla Francia 1814: alla Prussia |
| Gemert                                                         | Signoria del Sacro Romano Impero                                                                                               |                                |        |                                                      | XI sec.: Fondazione della Libera Signoria Imperiale 1366: all'Ordine Teutonico 1647-1662: Occupazione olandese 1794: Occupazione francese 1795: alla Repubblica Bataviana |
| Gengenbach                                                     | Abbazia | Provincia Sveva                |        |                                                      | 1793: Consiglio dei Principi |
| Gengenbach                                                     | Città Imperiale | Provincia Sveva                | SW     | c1250                                                | 1803: Divisa nel Baden |
| Gernrode                                                       | Abbazia |                                |        | c959/961 dal margravio Gero                          | 961: Sotto protezione imperiale 1512: alla Provincia dell'Alta Sassonia 1610: Secolarizzata per l'Anhalt 1793: Consiglio dei Principi |
| Gerlachsheim                                                   | Signoria 1804: Principato del Sacro Romano Impero di Krautheim e Gerlachsheim                                                  |                                |        |                                                      | IX sec.: prima menzione di Gerlachsheim alla Signoria di Zimmern-Luden Ereditato da Elisabetta di Wertheim 1319: Donata da Elisabetta all'Abbazia di Gerlachsheim 1803: ai Salm-Reifferscheid-Krautheim 1806: Divisa nel Baden |
| Gerolstein e Bettingen                                         | Contea |                                |        | 1533: Divisa da Blankenheim e Gerolstein             | 1697: Annessa a Blankenheim |
| Geyer-Giebelstatt                                              | 1685: Contea del Sacro Romano Impero                                                                                           |                                |        |                                                      | |
| Gheldria Gelre Geldern                                         | Ducato | Borgogna                       |        |                                                      | 1096:Contea 1339: Ducato 1179: Ereditato dalla Contea di Zutphen per matrimonio 1247: Acquisto della Città Imperiale di Nijmegen 1393: Ereditato dal Ducato di Julich 1473: ai Duchi di Borgogna 1512: Provincia Borgognona 1579: Aderisce all'Unione di Utrecht 1582: Divisione: Nord olandese e Sud spagnolo 1672: Occupazione francese 1713: La parte Sud del Gelderland alla Prussia 1795: alla Repubblica Batava>>al Regno d'Olanda 1810: alla Francia 1815: al Regno dei Paesi Bassi |
| Giech Conte del Sacro Romano Impero e Signore di Giech         | Signoria 1680: Baronia del Sacro Romano Impero 1695: Contea del Sacro Romano Impero                                            | Provincia della Franconia      | FR     | 1333                                                 | 1720-1723: ai Signori di Wittem 1726: Stato Imperiale 1791: sotto il patronato della Prussia |
| Giengen                                                        | Città Imperiale | Provincia Sveva                | SW     | c1250                                                | 1803: Divisa nel Württemberg |
| Gimborn                                                        | 1631: Signoria Imperiale 1682: Contea                                                                                          |                                |        |                                                      | Dal XIII sec., Gimborn venne affidata ai Signori di Sankt Gereon in Cologne, Berg, Mark, Kruwell, Burtscheid, Nesselrode e Harff 1273: Ceduta dal Conte Adolfo di Berg al Conte Enghelberto di Mark 1400s: Gimborn è menzionata come feudo di Sankt Gereon in Cologne 1610: Gimborn è elevata a "Unterherrschaft" (vassalla) di Brandeburgo 1782/1783: Venduta ai Conti di Wallmoden 1806: Al Granducato di Berg 1815: alla Prussia |
| Gimborn-Neustadt                                               | Signoria 1631: Contea del Sacro Romano Impero                                                                                  |                                |        |                                                      | |
| Ginevra                                                        | Contea |                                |        | 1034                                                 | 1401-1405: Amedeo VIII di Savoia ottiene i diritti su Ginevra dai legati e dal Vescovo di Ginevra |
| Ginevra                                                        | Vescovato 1154: Principato Vescovile                                                                                           |                                |        |                                                      | 1156: Retta dai Vescovi di Ginevra 1526: Rivoluzione protestante e adesione svizzera |
| Glarona Glarus                                                 | Valle Imperiale |                                |        | 1415                                                 | 1648: Lascia l'impero come membro della Confederazione Svizzera |
| Glatz                                                          | 1459: Contea |                                |        |                                                      | 981: ai principi boemi Slavnik 995-1305: alla dinastia Premyslide 1459: Contea di Glatz elevata a Principato del Sacro Romano Impero 1477: Garantita la Signoria di Hummel dal Re di Boemia 1526: Passato agli Asburgo d'Austria con la Boemia 1763: alla Prussia |
| Gleichen                                                       | 1162: Contea |                                |        | 1228: Divisa da Tonna                                | 1124 e 1137: Passa all'Arcivescovo di Magonza ai Conti di Tonna (estinti nel 1631) 1345: Divisa 1631: Divisa tra Hohenlohe, Magonza, Schwarzburg e Trautenburg 1639: agli Hatzfeld 1803: alla Prussia |
| Gleichenstein                                                  | Contea |                                |        | 1227: Diviso da Tonna                                | 1294: Annesso a Magonza |
| Gmünd                                                          | |                                |        |                                                      | |
| Godesberg                                                      | Contea |                                |        | 1276: Divisa da Neuenahr                             | 1465: Divisa in Alpheim e Bedburg |
| Goldineshundare                                                | Contea |                                |        | 950: Divisa da Cläven                                | 1067: Estinta |
| Goltstein                                                      | 1694: Contea del Sacro Romano Impero                                                                                           |                                |        |                                                      | 1771: ai Signori di Slenaken |
| Gondorf                                                        | Signoria |                                |        | 1611: Divisa da Saffig                               | 1692: Annessa a Nickenich |
| Gorizia Görz                                                   | Contea 1365: Contea Principesca del Sacro Romano Impero 1754: Contea Principesca del Sacro Romano Impero di Gorizia e Gradisca | Provincia Austriaca            | n/a    |                                                      | 1031: ai Conti di Eppenstein 1090: ai conti di Lurn Acquisisce il Tirolo per matrimonio 1258: Divisione tra Gorizia e Tirolo (cessata nel 1335) 1500: ereditata dall'Austria 1747: unita per formare Gorizia e Gradisca 1809: Occupazione francese |
| Goslar                                                         | Città Imperiale | Provincia della Bassa Sassonia | RH     |                                                      | 1803: Divisa |
| Gräfenthal Grafenthal                                          | Signoria |                                |        | 1439: Divisa da Pappenheim                           | 1536: Riannessa a Pappenheim |
| Gradisca                                                       | 1647: Contea 1754: Contea Principesca di Gorizia e Gradisca                                                                    | Provincia Austriaca            | n/a    | 1511: Annessa all'Austria                            | 1647: a Eggenberg 1717: all'Austria 1747: Unita a formare la Contea di Gorizia e Gradisca |
| Grandvillars                                                   | Signoria |                                |        |                                                      | |
| Granges                                                        | Signoria |                                |        |                                                      | |
| Gravenegg                                                      | |                                |        |                                                      | Acquisita dagli Eglingen |
| Grävenitz Gravenitz Conte del Sacro Romano Impero di Grävenitz | 1707: Contea del Sacro Romano Impero                                                                                           |                                |        |                                                      | 1718-1731: ai Signori di Welzheim 1726: Stato Imperiale |
| Grävenstein Gravenstein                                        | Signoria |                                |        |                                                      | |
| Greifensee                                                     | Signoria |                                |        |                                                      | |
| Greyerz                                                        | Contea |                                |        |                                                      | |
| Groninga                                                       | Signoria |                                |        |                                                      | 1512: Provincia Borgognona 1579: alle Province Unite |
| Grubenhagen - vedi "Brunswick-Grubenhagen"                     | |                                |        |                                                      | |
| Grubenslagen                                                   | Principato |                                |        |                                                      | |
| Guastalla                                                      | 1406:Contea |                                |        |                                                      | 1746: Occupata dall'Impero Austriaco 1748: Annesso al Ducato di Parma, Piacenza e Guastalla. |
| Gundelfingen                                                   | Signoria | Provincia Sveva                |        |                                                      | 1008: prima menzione di Gundelfingen in un documento storico 1647-1768: ai Furstenberg |
| Gurk                                                           | 1072: Vescovato Principato Vescovile                                                                                           | Provincia Austriaca            |        | 1072                                                 | 1803: Annessa alla Carinzia dall'Austria |
| Gutenstein                                                     | Signoria |                                |        |                                                      | 1613: Ceduta ai Margravi di Burgau 1735: Acquisita dai Conti di Castell |
| Gutenzell                                                      | Abbazia | Provincia Sveva                | SP     |                                                      | 1793: Consiglio dei Principi |